# Sommerblomst
Sommerblomster kan være et-årige planter, som man sår på en eng eller i et bed med henblik på at få en broget skare af blomster uden smålig skelen til ukrudt, farveopdeling, blomstring mv.
Der kan være tale om arter som valmue og kornblomst.
| Biologi | Spire Denne artikel om biologi er en spire som bør udbygges. Du er velkommen til at hjælpe Wikipedia ved at udvide den. |